# Пиньос (водохранилище)
Пиньо́с (греч. Τεχνητή Λίμνη Πηνειού) — водохранилище в Греции у подножия горы Эримантоса. Водохранилище создано после строительства плотины на реке Пиньос. Размеры водохранилища — 8,49×6,81 километров, площадь — 19,895 квадратных километров. Крупнейший водоём на полуострове Пелопоннесе. Площадь водосборного бассейна — 723 квадратных километра. Высота над уровнем моря — 80 метров. Средняя глубина 17 метров. Объем 0,366 кубических километров.
Строительство плотины начато в сентябре 1961 года и закончено в 1968 году.